# لويز أمي
لويز أمي (مواليد 19 أبريل 1971) هي مصورة جزائرية.

## السيرة
ولدت في 1971 بالجزائر العاصمة. تعرفت على التصوير الفوتوغرافي عن طريق شقيقها. تلقت تدريبًا متخصصًا في المركز الوطني للتوثيق والصحافة والإعلام، ثم بدأت العمل في صحف مختلفة.
بدأت عملها خلال حرب العشرية السوداء، واضطرت لإلتقاط صور قاسية للغاية للضحايا أو أحبائهم.
تم عرض صورها جزئيًا في 1996 في مهرجان للتصوير الصحفي في بربنية. ثم واصلت التقاط الصور، ولا سيما للانتفاضة في منطقة القبائل في 2001، ومظاهرات الحراك الشعبي.